# Herman Smit

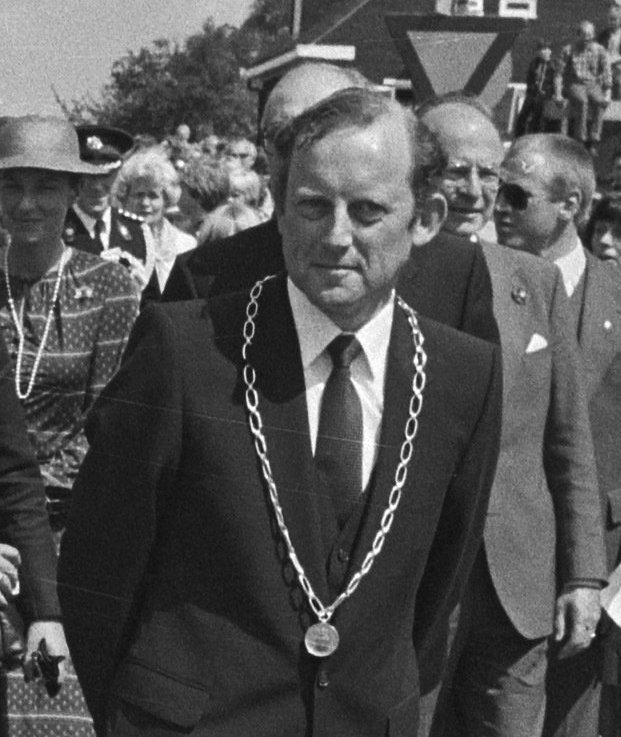
Burgemeester H. Smit (1981)

Herman Smit (Utrecht, 7 augustus 1934 – Wijk bij Duurstede, 18 januari 2021) was een Nederlands politicus van het CDA.

## Biografie
Na het behalen van zijn diploma aan het Christelijk Gymnasium ging hij geschiedenis studeren aan de Rijksuniversiteit Utrecht, waar hij in 1959 afstudeerde.
Van 1956 tot 1980 werkte hij in Utrecht en Zutphen in het onderwijs, waarvan de laatste tien jaar als conrector van het Baudartius College in Zutphen. Daarnaast was hij actief in de lokale politiek. Zo was hij van 1969 tot 1980 lid van de gemeenteraad van Zutphen. In maart 1980 werd hij benoemd tot burgemeester van Zwartsluis en in 1985 volgde zijn benoeming tot burgemeester van Dalfsen. Daarnaast was hij vanaf oktober 1988 een half jaar waarnemend burgemeester van Staphorst vanwege het overlijden van de burgemeester daar.
Vanaf oktober 1989 tot zijn pensionering in september 1999 was Smit de burgemeester van Hardenberg. Kort daarop werd bekend dat hij later dat jaar waarnemend burgemeester zou worden van Zwartsluis. Omdat toen al duidelijk was dat Zwartsluis waarschijnlijk in de jaren daarop bij een gemeentelijke herindeling de zelfstandigheid zou verliezen, werd gekozen voor een waarnemend burgemeester. Op 1 januari 2001 gebeurde dat ook toen Genemuiden, Zwartsluis en Hasselt fuseerden tot Zwartewaterland, waarmee de functie van Smit kwam te vervallen en zijn burgemeesterscarrière eindigde in dezelfde gemeente waar hij die begon.
In 2006 promoveerde hij aan de Vrije Universiteit Amsterdam op zijn proefschrift over de houding van de gereformeerden in de Indonesische kwestie, dat ook in boekvorm is verschenen.
In 2011 verscheen van hem een boek over jhr. mr. A.C.D. de Graeff en dan vooral over de periode van 1926 tot 1931 toen deze gouverneur-generaal van Nederlands-Indië was.
Smit overleed op 18 januari 2021.